# 艾丽西亚·萨克拉莫内
艾丽西亚·萨克拉莫内（英語：Alicia Sacramone，1987年12月3日—），美国女子竞技体操运动员。她曾获得2008年北京奥运体操女子团体银牌。2012年，她在落选伦敦奥运阵容后宣布退役。